# واپسین وصیت‌نامه
واپسین وصیت‌نامه (انگلیسی: The Last Will and Testament) چهاردهمین آلبوم استودیویی گروه پراگرسیو متال سوئدی اپث است. این آلبوم در ابتدا قرار بود در ۱۱ اکتبر ۲۰۲۴ از طریق شرکت موسیقی رینِینگ فینیکس منتشر شود، اما به دلیل تأخیر در تهیه به ۲۲ نوامبر ۲۰۲۴ موکول شد. این اثر، اولین آلبوم استودیویی گروه از زمان انتشار آلبوم زهر در دم (۲۰۱۹) محسوب می‌شود و همچنین اولین همکاری با درامر جدید، والتری وایرینن، است که در سال ۲۰۲۲ به‌طور رسمی جایگزین مارتین اکسنروت شد. این آلبوم همچنین شاهد بازگشت به عناصر دث متال، مانند استفاده از دث گرول است که از زمان آلبوم نقطه عطف (۲۰۰۸) در آثار گروه به کار نرفته بود. ایان اندرسون از گروه جترو تال در پنج قطعه از این آلبوم حضور دارد و در نواختن فلوت و اجرای سخنان مشارکت کرده است.

## مفهوم
واپسین وصیت‌نامه آلبوم مفهومی است که در دوران پس از جنگ جهانی یکم روایت می‌شود و داستان یک پدرسالار ثروتمند و محافظه‌کار را بازگو می‌کند که همسرش نازا است. وصیت‌نامه او رازهای تکان‌دهنده‌ای از خانواده آشکار می‌کند. آلبوم با قرائت وصیت‌نامه پدر در عمارت خانوادگی آغاز می‌شود. در میان حاضران، سه فرزند حضور دارند: دو برادر دوقلو و یک دختر جوان یتیم که به فلج اطفال مبتلاست و توسط این خانواده بزرگ شده است. حضور او در مراسم قرائت وصیت‌نامه، تردیدها و پرسش‌هایی را در ذهن دوقلوها برمی‌انگیزد. دوقلوها نتیجه یک اهدای اسپرم هستند. در جریان قرائت وصیت‌نامه، دوقلوها متوجه می‌شوند که هیچ نسبتی با پدرسالار ندارند و در نتیجه، از ارث محروم می‌شوند. دختر جوان، تنها فرزند خونی پدرسالار است و وارث واقعی او محسوب می‌شود، هرچند که او دختر خدمتکار عمارت است. تقریباً تمام قطعات این آلبوم در عنوان خود با نشانهٔ بخش یا پاراگراف (§) و اعداد رومی از I تا VII مشخص شده‌اند، به جز قطعه پایانی که «داستانی ناگفته» نام دارد. میکائیل اکرفلت، رهبر گروه، در این باره توضیح داده است: 
اشعار آلبوم مانند قرائت یک وصیت‌نامه هستند. به همین دلیل، ترانه‌ها عنوان خاصی ندارند و فقط با نام‌هایی مثل پاراگراف یک، پاراگراف دو… تا پاراگراف هفت مشخص شده‌اند.

## بازخورد نقادانه
| بررسی جمعی      | بررسی جمعی |
| منبع            | رتبه‌بندی   |
| --------------- | ---------- |
| متاکریتیک       | ۸۴/۱۰۰     |
| بررسی انتقادی   |            |
| منبع            | رتبه‌بندی   |
| آل‌میوزیک        | [ ۱۰ ]     |
| بلبرموث         | ۱۰/۱۰      |
| کرنگ!           | ۳/۵        |
| Louder Sound    | [ ۱۳ ]     |
| Metal Injection | ۹/۱۰       |
| پاپ‌مترز         | ۹/۱۰       |
| راک هارد        | ۱۰/۱۰      |

این آلبوم مورد تحسین منتقدان و طرفداران قرار گرفت. از آن به‌عنوان بازگشتی به دوران اوج گروه یاد شد، مشابه آثار قبلی مانند اوهام روح و نقطه عطف. سبک پراگرسیو که در آثار اخیر گروه، به‌ویژه از زمان شام کم‌رنگ (Pale Communion) پایه‌گذاری شده بود، در این آلبوم اوج گرفت. مشارکت ایان اندرسون در نواختن فلوت و اجرای سخنان نیز مورد ستایش قرار گرفت.

## فهرست قطعات
همهٔ ترانه‌ها توسط میکائیل اکرفلت. نوشته شده‌است.
| فهرست قطعات واپسین وصیت‌نامه | فهرست قطعات واپسین وصیت‌نامه | فهرست قطعات واپسین وصیت‌نامه |
| شماره                       | نام                         | مدت                         |
| --------------------------- | --------------------------- | --------------------------- |
| ۱.                          | «§I»                        | ۵:۵۶                        |
| ۲.                          | «§II»                       | ۵:۳۳                        |
| ۳.                          | «§III»                      | ۵:۱۰                        |
| ۴.                          | «§IV»                       | ۷:۰۰                        |
| ۵.                          | «§V»                        | ۷:۲۹                        |
| ۶.                          | «§VI»                       | ۶:۰۳                        |
| ۷.                          | «§VII»                      | ۶:۳۰                        |
| ۸.                          | «داستانی ناگفته»            | ۷:۱۱                        |
| مجموع مدت:                  | مجموع مدت:                  | ۵۰:۵۲                       |